# Liam Finn
Liam Mullane Finn (Melbourne, 24 settembre 1983) è un cantautore neozelandese.
È figlio di Neil Finn, cantautore e membro di Crowded House e Split Enz.

## Biografia
Nato in Australia, come frontman del gruppo Betchadupa ha pubblicato quattro tra album ed EP nei primi anni 2000.
Nel 2007 ha fatto l'esordio da solista con I'll Be Lightning. Il disco è stato registrato presso gli studi del padre Neil Finn a Auckland. Nel settembre 2009 pubblica un EP dal titolo Champagne in Seashells.
Il suo secondo album è uscito nel 2011 ed è rappresentato da FOMO. Il titolo è un'abbreviazione che sta per Fear of Missing Out.
Nel corso della sua carriera ha tenuto concerti in tutto il mondo affiancando artisti e gruppi come Wilco, Eddie Vedder, The Black Keys e Pearl Jam.

## Discografia

### Con i Betchadupa
Album in studio
- 2002 - The Alphabetchadupa
- 2004 - Aiming for Your Head

EP
- 2000 - The Betchadupa EP
- 2002 - The 3D EP

### Da solista
Album in studio
- 2007 - I'll Be Lightning
- 2011 - FOMO
- 2014 - The Nihilist

EP
- 2009 - Champagne in Seashells